# 1998年冬季残疾人奥林匹克运动会瑞典代表团
1998年冬季残疾人奥林匹克运动会瑞典代表团是瑞典派出的1998年冬季残疾人奥林匹克运动会代表团。获得1枚银牌和5枚铜牌。